# MBC충북 특급작전
MBC충북 특급작전은 MBC충북 표준FM에서 평일 저녁 6시 5분부터 밤 8시까지 방송됐던 충북 지역의 퇴근길 라디오 프로그램이다. 2019년 3월 29일 자로 24년만에 폐지되었다.

## DJ
- 임규호 (남) MBC충북 DJ

## 주파수 안내
- 청주, 세종, 천안, 진천, 증평 107.1㎒
- 보은, 옥천, 영동, 충주, 음성, 괴산 96.1㎒, 96.3㎒
- 제천 94.7㎒
- 단양 94.1㎒

## 같이 보기
- MBC충북
- MBC 표준FM
- 특급작전